# Веслање на Летњим олимпијским играма 2008 — дубл скул за мушкарце
Такмичење у дисциплини дубл скул за мушкарце на Летњим олимпијским играма 2008. у Пекингу је одржан између 9. и 16. августа на теренима олимпијског парка Шуњи.
Како је број такмичара на олимпијским играма ограничен, Међународна веслачка федерација одржава квалификационе трке. Сваки национални савез може пријавити само једну посаду.
Главна квалификациона трка била је Светско првенство у веслању 2007. У току 2008. одржане су четири квалификационе регате по континентима на којима су попуњена преостала места за игре.

## Земље учеснице
Према МОКу учествовали су представници следећих земаља:
| - Аустралија - Белгија - Белорусија - Бугарска - Естонија | - Француска - Хрватска - Ирак - Кина - Немачка | - Нови Зеланд - Русија - САД - Словенија - Уједињено Краљевство |

## Систем такмичења
Такмичење се састојало од више трка. Током првог круга (квалификација) одржане су три трке са по пет чамаца. Три прволасирана у свакој групи ишла су у полуфинале, а остали су морали у репасаж. Репасаж је веслачима дао другу шанссу да дођу до полуфинала, тако што су се прва тројица пласирала. Преостали чамци из репасажа је отишло у Ц финале.
Биле су две полуфиналне трке. Прва три чамца из оба полуфинала ишли су у А финале за пласман од првог до шестог места. Преостали чамци учествпвали су у Б финалу за пласман од 7 до 12 места, а у Ц финалу за пласман од 13-15 места учествовали су чамци који су испали у репасажу.

## Сатница
Кинеско време (UTC+8)
| Датум                      | Време       | Такмичење  |
| -------------------------- | ----------- | ---------- |
| Субота, 9. август 2008     | 17:00-17:30 | Групе      |
| Понедељак, 11. август 2008 | 17:20-17:30 | Репасаж    |
| Среда, 13. август 2008     | 16:30-16:50 | Полифунала |
| Среда, 13. август 2008     | 17:30-17:40 | Финале Ц   |
| Петак, 15. август 2008     | 17:40-17:50 | Финале Б   |
| Субота, 16. август 2008    | 17:10-17:20 | Финале А   |

## Победници
| Злато:                                | Сребро:                             | Бронза:                                         |
| David Crawshay Скот Бренан Аустралија | Тони Ендрексон Јури Јансон Естонија | Метју Велс Стивен Ровботам Уједињено Краљевство |

## Резултати

### Група 1
| Пл. | Екипа                                  | Држава      | Време   | Бел. |
| --- | -------------------------------------- | ----------- | ------- | ---- |
| 1   | Rob Waddell Nathan Cohen               | Нови Зеланд | 6:24.32 | ПФ   |
| 2   | Dzianis Mihal Stanislau Shcharbachenia | Белорусија  | 6:27,18 | ПФ   |
| 3   | Клеменс Вензел Карстен Бродовски       | Немачка     | 6:29,60 | ПФ   |
| 4   | Bart Poelvoorde Christophe Raes        | Белгија     | 6:31,84 | Р    |
| 5   | Wes Piermarini Elliot Hovey            | САД         | 6:39,37 | Р    |

| Пл. | Екипа                              | Држава               | Време   | Бел. |
| --- | ---------------------------------- | -------------------- | ------- | ---- |
| 1   | Метју Велс Стивен Ровботам         | Уједињено Краљевство | 6:26,33 | ПФ   |
| 2   | Анте Кушурин Марио Векић           | Хрватска             | 6:27,38 | ПФ   |
| 3   | Тони Ендрексон Јури Јансон         | Естонија             | 6:27,95 | ПФ   |
| 4   | Александар Корнилов Алексеј Свирин | Русија               | 6:44,46 | Р    |
| 5   | Haidar Nozad Hussein Jebur         | Ирак                 | 7:00,46 | Р    |

### Група 3
| Пл. | Екипа                              | Држава     | Време     | Бел.      |
| --- | ---------------------------------- | ---------- | --------- | --------- |
| 1   | David Crawshay Скот Бренан         | Аустралија | 6:21,39   | ПФ        |
| 2   | Jean-Baptiste Macquet Adrien Hardy | Француска  | 6:21,92   | ПФ        |
| 3   | Лука Шпик Изток Чоп                | Словенија  | 6:39.49   | ПФ        |
| 4   | Мартин Јанакијев Иво Јанакијев     | Бугарска   | 6:45,03   | Р         |
| 5   | Su Hui Zhang Liang                 | Кина       | искључени | искључени |

| Пл. | Екипа                              | Држава   | Време   | Бел. |
| --- | ---------------------------------- | -------- | ------- | ---- |
| 1   | Александар Корнилов Алексеј Свирин | Русија   | 6:23,52 | ПФ   |
| 2   | Bart Poelvoorde Christophe Raes    | Белгија  | 6:24,01 | ПФ   |
| 3   | Мартин Јанакијев Иво Јанакијев     | Бугарска | 6:24,0  | ПФ   |
| 4   | Wes Piermarini Elliot Hovey        | САД      | 6:26,05 | ФЦ   |
| 5   | Haidar Nozad Hussein Jebur         | Ирак     | 6:52,71 | ФЦ   |

### Полуфинале 1
| Пл. | Екипа                            | Држава      | Време   | Бел. |
| --- | -------------------------------- | ----------- | ------- | ---- |
| 1   | David Crawshay Скот Бренан       | Аустралија  | 6:21,50 | ФА   |
| 2   | Лука Шпик Изток Чоп              | Словенија   | 6:23,81 | ФА   |
| 3   | Rob Waddell Nathan Cohen         | Нови Зеланд | 6:24,16 | ФА   |
| 4   | Анте Кушурин Марио Векић         | Хрватска    | 6:24,89 | ФБ   |
| 5   | Bart Poelvoorde Christophe Raes  | Белгија     | 6:26.91 | ФБ   |
| 6   | Клеменс Вензел Карстен Бродовски | Немачка     | 6:28.46 | ФБ   |

| Пл. | Екипа                                  | Држава               | Време   | Бел. |
| --- | -------------------------------------- | -------------------- | ------- | ---- |
| 1   | Jean-Baptiste Macquet Adrien Hardy     | Француска            | 6:18,86 | ФА   |
| 2   | Тони Ендрексон Јури Јансон             | Естонија             | 6:21,11 | ФА   |
| 3   | Метју Велс Стивен Ровботам             | Уједињено Краљевство | 6:21,15 | ФА   |
| 4   | Мартин Јанакијев Иво Јанакијев         | Бугарска             | 6:26,62 | ФБ   |
| 5   | Александар Корнилов Алексеј Свирин     | Русија               | 6:27,75 | ФБ   |
| 6   | Dzianis Mihal Stanislau Shcharbachenia | Белорусија           | 6:32,76 | ФБ   |

### Финале Ц
| Пл. | Екипа                       | Држава | Време   | Бел. |
| --- | --------------------------- | ------ | ------- | ---- |
| 13  | Wes Piermarini Elliot Hovey | САД    | 6:33,5  |      |
| 14  | Haidar Nozad Hussein Jebur  | Ирак   | 6:52,02 |      |

| Пл. | Екипа                                  | Држава     | Време   | Бел. |
| --- | -------------------------------------- | ---------- | ------- | ---- |
| 7   | Dzianis Mihal Stanislau Shcharbachenia | Белорусија | 6:34,39 |      |
| 8   | Bart Poelvoorde Christophe Raes        | Белгија    | 6:35,55 |      |
| 9   | Клеменс Вензел Карстен Бродовски       | Немачка    | 6:37,97 |      |
| 10  | Мартин Јанакијев Иво Јанакијев         | Бугарска   | 6:45,91 |      |
| 11  | Александар Корнилов Алексеј Свирин     | Русија     | 6:49,84 |      |
|     | Анте Кушурин Марио Векић               | Хрватска   | НС      |      |

## Финале А
| Пл. | Екипа                              | Држава               | Време   | Бел. |
| --- | ---------------------------------- | -------------------- | ------- | ---- |
|     | David Crawshay Скот Бренан         | Аустралија           | 6:27,77 |      |
|     | Тони Ендрексон Јури Јансон         | Естонија             | 6:29,05 |      |
|     | Метју Велс Стивен Ровботам         | Уједињено Краљевство | 6:29,10 |      |
| 4   | Rob Waddell Nathan Cohen           | Нови Зеланд          | 6:30,79 |      |
| 5   | Jean-Baptiste Macquet Adrien Hardy | Француска            | 6:33,36 |      |
| 6   | Лука Шпик Изток Чоп                | Словенија            | 6:33,96 |      |